# Codorus Township

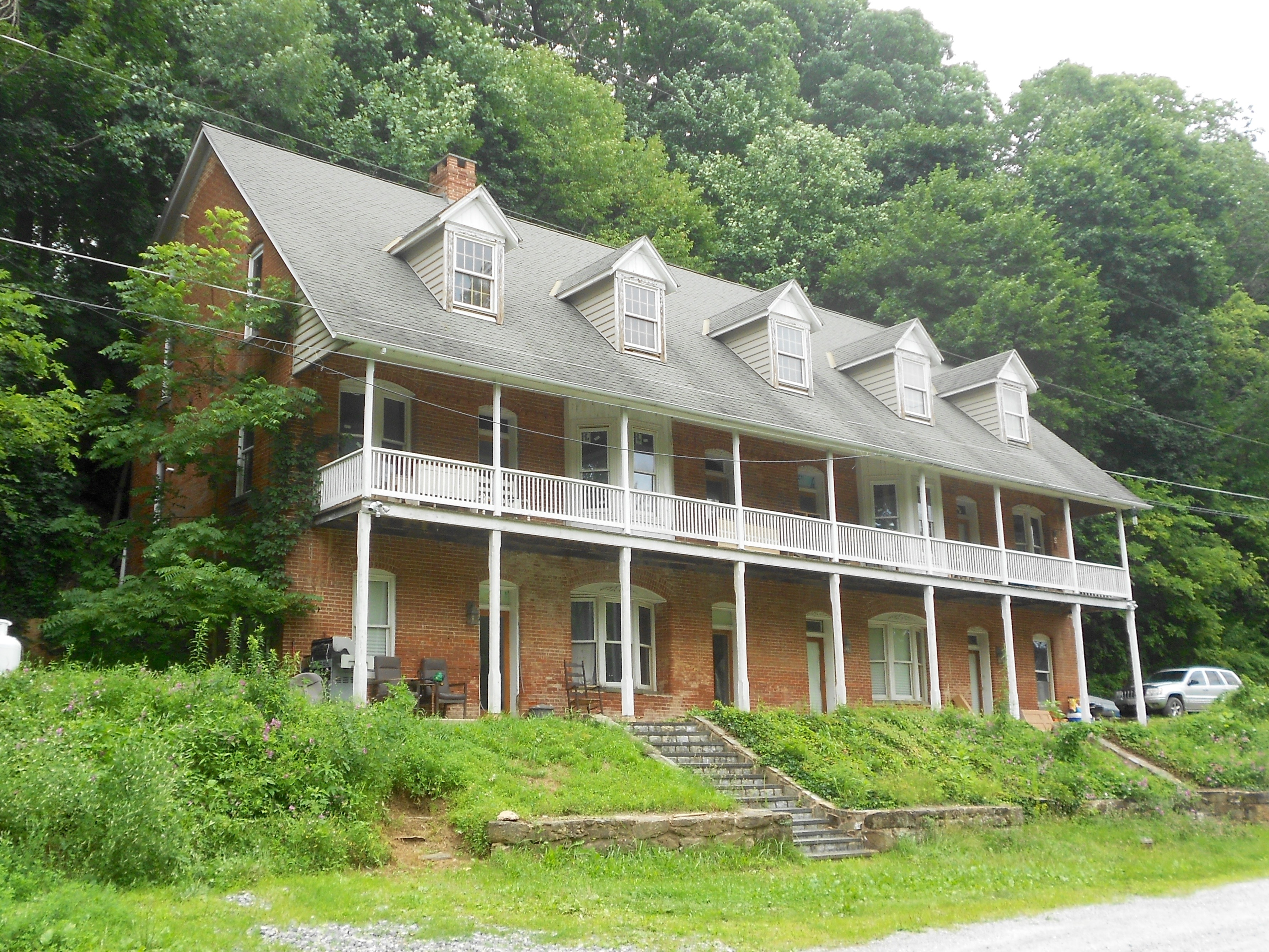
S. B. Brodbeck Housing

Codorus Township (früher South Codorus Township) ist ein Township in York County, Pennsylvania, in den USA.
Das im Township befindliche S. B. Brodbeck Housing wurde 1990 ins National Register of Historic Places aufgenommen.

## Geographie
Laut United States Census Bureau beträgt die Gesamtfläche des Township 87 km². Die Gemeinde umschließt an seiner nördlichen Grenze weitestgehend das Borough of Jefferson.

## Demografie
Bei der Volkszählung 2000 wurden 3.646 Menschen, 1.344 Haushalte und 1.099 Familien in der Gemeinde gezählt. Die Bevölkerungsdichte betrug 108,9 Einwohner je km². Es gab 1.398 Wohneinheiten mit einer durchschnittlichen Dichte von 41,8 Haushalten je km². Die Bevölkerungszusammensetzung der Gemeinde betrug 98,30 % Weiße, 0,08 % Afroamerikaner, 0,44 % amerikanische Ureinwohner, 0,25 % Asiatische Amerikaner, 0,25 % andere Ethnien und 0,69 % zwei oder mehr Ethnien. Hispanics oder Latinos jeglicher Herkunft machten 0,22 % aus.
Von den 1.344 Haushalten lebten in 31,7 % Kinder unter 18 Jahren, 71,4 % waren verheiratete Paare, 5,7 % hatten einen weiblichen Haushaltsvorstand ohne Ehemann und 18,2 % waren keine Familien. 15,6 % der Haushalte bestanden aus einer Person und 6,9 % aus einer Person ab 65 Jahren. Die durchschnittliche Haushaltsgröße betrug 2,71 Personen, die durchschnittliche Familiengröße 2,99 Personen.
Die Altersverteilung betrug 23,6 % unter 18 Jahren, 6,8 % zwischen 18 und 24 Jahren, 27,3 % zwischen 25 und 44 Jahren, 29,9 % zwischen 45 und 64 Jahren und 12,3 % über 65 Jahren. Das Durchschnittsalter betrug 41 Jahre. Auf 100 Frauen kamen 101,0 Männer. Auf 100 Frauen ab 18 Jahren kamen 99,6 Männer.
Das mittlere Haushaltseinkommen betrug 48.514 US-Dollar und das mittlere Familieneinkommen 53.468 US-Dollar. Männer hatten ein Durchschnittseinkommen von 36.465 US-Dollar gegenüber 24.022 US-Dollar für Frauen. Das Pro-Kopf-Einkommen der Gemeinde betrug 19.955 US-Dollar. Etwa 2,3 % der Familien und 4,4 % der Bevölkerung lebten unterhalb der Armutsgrenze, darunter 6,2 % der unter 18-Jährigen und 4,7 % der über 65-Jährigen.